# Josef Caska
Josef Caska, né le 2 septembre 1913 à Náchod dans le royaume de Bohême (Autriche-Hongrie, aujourd'hui en république tchèque) et décédé en 1982, est un joueur tchécoslovaque de tennis.

## Carrière
Il atteint les 1/8 de finale en simple du tournoi de Roland Garros en 1935 et à Wimbledon en 1936.
Il joue avec l'Équipe de Tchécoslovaquie de Coupe Davis en 1935, 1937 et 1946.